# المجموعة الفردانية A الميتوكوندرية
المجموعة الفردانية A الميتوكوندرية (بالإنجليزية: Haplogroup A mtDNA)‏ هي إحدى مجموعات جينات مأخوذة من دنا المتقدرات البشرية، وهي تؤخذ من النساء لإجراء الفحوص عليها. يأتي معنى كلمة «هابلو» من أنها تؤخذ من الإناث: ابنة عن أمها عن جدتها وهكذا. بدراسة تلك المجموعات من الجينات المأخوذة من متقدرات النساء يمكن للباحث دراسة التسلسل العائلي، أو بمعنى أعم يمكنه تعيين تتابع النسل عبر قرون وعبر آلاف السنين، وعبر مدد أطول من ذلك.
هذه المجموعة الجينية المجموعة الفردانية A الميتوكوندرية هي إحدى المجموعات الكثيرة التي عثر عليها الباحثون في علم الأحياء تباعا، مأخوذة من أعداد كبيرة من الناس من مختلف أقطار العالم، ومن موتى قدامى ومومياوات واستنتجوا من تشابهها ببعضها البعض أن كل الناس يرجع أصلهم إلى أم افتراضية واحدة؛ وعند تتبع طفرات تلك المجموعات الجينية في سلسلة تعاقبها في النساء، وجدوا أنها ترجع في الأصل أيضا إلى امرأة افتراضية عاشت قبل نحو 150.000 سنة، وأسموها حواء الميتوكوندرية.
ويجب التفرقة بين المجموعة الفردانية A الميتوكوندرية والمجموعة الفردانية A دنا-Y الذي يوجد في الرجال. فكما نعرف تختلف النساء عن الرجال في أن الرجال لديهم الكروموسوم Y الذي يخلع عليهم صفات الرجولة بكل تفاصيلها، واما النساء فلديهم بدلا منه الكروموسوم X وهو الكروموسوم الذي يعطيهم كل الصفات الأنثوية. يحرص الباحثون على تتبع خط النسل النسائي، أو اتباع خط النسل الرجالي، بغرض عدم المزج بينهما، فالمزج سوف يؤتي بنتائج أقل وضوحا.

## الأصل

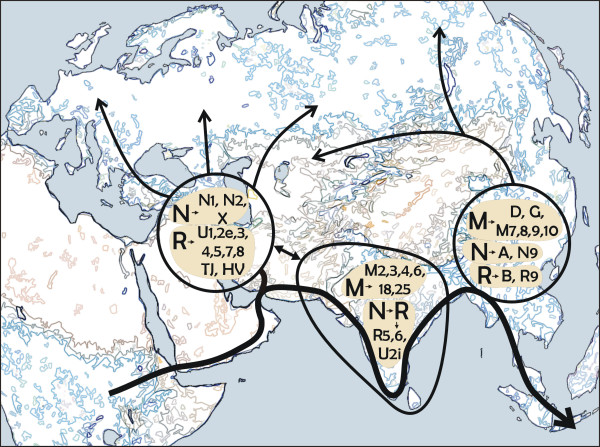
نزوح الإنسان محتمل إذا ما نظرنا إلى توزيع دي أن إيه الميتوكندريا في الإنسان في مختلف بقاع العالم.

تشير البحوث التي أجريت على عدد كبير من النساء من مختلف البلاد ومختلف العصور - حيث تم فحص مجموعاتهم الجينية A الميتوكوندرية - تشير إلى أن هذه المجموعة بدأت في الظهور في المرأة قبل نحو 30.000 إلى 50.000 سنة من وقتنا الحاضر. وقد نشأت المجموعة الفردانية A الميتوكوندرية من أمها المجموعة الفردانية N الميتوكوندرية Haplogroup N (mtDNA).
وهي توجد في الغالب في الشعوب الأصلية في الأمريكتين، وأكثر تفرعات منها توجد في سكان شرق آسيا. فيبدو أن أصلها كان في شرق آسيا وانتشرت من هناك إلى المناطق الأخرى، وإلى الأمريكتين من أقصى الشرق - هذا ما تشير إليه بحوث نشرت في عام 2007.

## توزيعها
تجد منها مجموعة تحتية هي A2 منتشرة في آسيا وفي شوكوتكو وكامشاتكا.
وكذلك واحدة من 5 المجموعة الفردانيةات ميتوكوندرية توجد في السكان الأصليين في الأمريكتين. الالمجموعة الفردانيةات الأخرى هي: المجموعة الفردانية B (mtDNA) والمجموعة الفردانية C (mtDNA) والمجموعة الفردانية D (mtDNA) والمجموعة الفردانية X (mtDNA).

## اقرأ أيضا
- المجموعة الفردانية (متقدرة)
- حواء الميتوكوندرية
- آدم صبغي واي
- المجموعة الفردانية L0